# Linda Bakker
Linda Bakker (Rustenburg, 13 februari 1993) is een Nederlands voetballer die speelt voor Valencia.

## Carrière
Bakkers voetbalcarrière begon bij sc Dynamo. Via SVW '27 kwam ze bij VV Reiger Boys, waarmee ze in seizoen 2009/10 uitkwam in de hoofdklasse. In de zomer van 2010 maakte ze de overstap naar AZ om te gaan spelen in de eredivisie vrouwen. Ze speelde dat jaar achttien duels en scoorde tweemaal. In de laatste wedstrijd van het seizoen werd de KNVB beker gewonnen. Bakker speelde daarna een jaar in de Verenigde Staten bij Loyola Marymount University om een jaar later bij Ajax te gaan spelen. Vanaf het seizoen 2014–2015 komt Bakker uit voor vrouwenteam van Telstar. Vanaf het seizoen 2017/18 gaat ze weer voor Ajax uitkomen, en een seizoen later verlengt ze haar contract voor nog een jaar tot 2020. In de zomer van 2021 vertrekt Bakker naar Valencia Femenino.

## Statistieken
| Seizoen | Club                        | Land             | Competitie          | Wedstrijden | Doelpunten |
| ------- | --------------------------- | ---------------- | ------------------- | ----------- | ---------- |
| 2009/10 | VV Reiger Boys              | Nederland        | Hoofdklasse         | -           | -          |
| 2010/11 | AZ                          | Nederland        | Eredivisie          | 18          | 2          |
| 2011/12 | Loyola Marymount University | Verenigde Staten | -                   | -           | -          |
| 2012/13 | AFC Ajax                    | Nederland        | BeNe League Orange  | 28          | 5          |
| 2013/14 | AFC Ajax                    | Nederland        | Women's BeNe League | 16          | 0          |
| 2014/15 | SC Telstar VVNH             | Nederland        | Women's BeNe League | 23          | 8          |
| 2015/16 | SC Telstar VVNH             | Nederland        | Eredivisie          | 20          | 4          |
| 2016/17 | SC Telstar VVNH             | Nederland        | Eredivisie          | 27          | 12         |
| 2017/18 | AFC Ajax                    | Nederland        | Eredivisie          | 23          | 7          |
| 2018/19 | AFC Ajax                    | Nederland        | Eredivisie          | 22          | 3          |
| 2019/20 | AFC Ajax                    | Nederland        | Eredivisie          | 10          | 0          |
| 2020/21 | AFC Ajax                    | Nederland        | Vrouwen Eredivisie  | 17          | 0          |
| 2021/22 | Valencia                    | Spanje           | Primera División    |             |            |
| Totaal  | Totaal                      | Totaal           | Totaal              | 204         | 41         |

Laatste update: juni 2021